# Bataille de Nadjaf (2003)
Pour les articles homonymes, voir Bataille de Nadjaf.
Guerre d'Irak
La bataille de Nadjaf est un affrontement majeur de l'opération liberté irakienne de 2003, lorsque la 3e division d'infanterie US et la 101edivision aéroportée reçoivent l'ordre de prendre d'assaut la ville irakienne de Nadjaf.

## Contexte historique
Après les succès des forces américano-britanniques à Al Faw et Umm Qasr (voir les articles bataille d'Al Faw et bataille d'Umm Qasr), les troupes de la Coalition progressent rapidement dans le Sud irakien sans rencontrer de véritable résistance.
La ville de Nadjaf se trouve à cheval sur la route reliant Karbala et Baghdad. Plutôt que de simplement la contourner comme cela avait été fait avec Nassiriya et Samawah, la 3e division d'infanterie US a décidé d'isoler la ville pour empêcher l'armée irakienne d'attaquer les lignes de ravitaillement américaines. Le plan prévoyait de s'emparer des ponts majeurs à Al Kifl, une ville au nord de Nadjaf, et Abou Soukhayr, une ville située au sud de cette dernière.

## Déroulement de la bataille
Durant l'offensive (24 mars-1er avril), les tempêtes de sable font rage dans la région, privant les Américains de tout soutien aérien.
Après des combats acharnés avec les forces irakiennes, la ville sera finalement prise par les Américains le 4 avril 2003.